# 上川馬車鉄道
上川馬車鉄道（かみかわばしゃてつどう）は、かつて北海道旭川町（現・旭川市）に存在した馬車鉄道である。日本では珍しい馬車鉄道であった。

## 歴史
旭川町（現・旭川市）は1901年（明治34年）に陸軍第7師団が移設され、人口が増加していた。増加人口への対策として同年馬車鉄道敷設を出願し、上川馬車鉄道株式会社が特許を得ることに成功。1906年 （明治39年） 5月に旭川停車場から線一号の間で運行が開始された。その後1907年（明治40年）に線六号まで延伸された。しかし、1917年 （大正6年） に第七師団が旭川を離れたため利用客は半減し、1918年（大正7年）7月に軌道撤去を出願し、許可された。1919年 （大正8年） 9月に軌道撤去および道路の復旧工事を完了、株式会社は廃業した。

## 駅一覧
| 駅名       | 接続路線（当時）          | 所在地       |
| ---------- | ------------------------- | ------------ |
| 旭川停車場 |                           | 北海道旭川町 |
| 近文駅     | 北海道官設鉄道：■函館本線 | 北海道旭川町 |
| 線一号駅   |                           | 北海道旭川町 |
| 線五号駅   |                           | 北海道旭川町 |
| 鷹栖村駅   |                           | 北海道旭川町 |
| 線六号駅   |                           | 北海道旭川町 |